# The Hound of the Baskervilles (pel·lícula de 1983)
The Hound of the Baskervilles (també conegut com Sir Arthur Conan Doyle's The Hound of the Baskervilles) és un telefilm britànic de 1983; es tracta d'un un thriller de misteri dirigit per Douglas Hickox i protagonitzat per Ian Richardson com Sherlock Holmes i Donald Churchill com el Dr. Watson. Està basat en la novel·la de 1902 d'Arthur Conan Doyle El gos dels Baskerville.

## Repartiment
- Ian Richardson com a Sherlock Holmes
- Donald Churchill com a Dr. John H. Watson
- Martin Shaw com a Sir Henry Baskerville
- Nicholas Clay com a Jack Stapleton/Sir Hugo Baskerville
- Glynis Barber com a Beryl Stapleton
- Brian Blessed com a Geoffrey Lyons
- Eleanor Bron com a Mrs. Barrymore
- Edward Judd com a Barrymore
- Connie Booth com a Laura Lyons
- Denholm Elliott com a Dr. Mortimer
- Ronald Lacey com a Inspector Lestrade
- David Langton com a Sir Charles Baskerville
- Cindy O'Callaghan com a donzella
- Francesca Gonshaw com a noia jove als aiguamolls

## Producció
El 1982, el productor estatunidenc Sy Weintraub es va associar amb el productor anglès Otto Plaschkes per fer sis pel·lícules de televisió amb històries de Sherlock Holmes. Charles Edward Pogue va ser reclutat per escriure'n els guions, però només The Sign of the Four i The Hound of the Baskervilles van ser finalment filmats abans de l'estrena de la sèrie Sherlock Holmes de Granada Television el 1984. Una tercera pel·lícula proposada, Hands of a Murderer (originalment titulada The Prince of Crime) es va fer finalment amb Edward Woodward com Sherlock Holmes i John Hillerman com el Dr. John H. Watson.
En una entrevista amb Scarlet Street, Ian Richardson va explicar:
| « | Aquest va ser l'inconvenient que vam tenir. Inicialment, un inconvenient invisible. Ja veus, quan Sy Weintraub estava planejant les pel·lícules, no sabia que els drets d'autor de les històries de Holmes estaven a punt d'expirar a Anglaterra i va haver de passar per grans negociacions legals amb el patrimoni de Conan Doyle per tal d'obtenir el permís per utilitzar-les. Però ignorava totalment els plans de Granada per filmar una sèrie amb Jeremy Brett... Weintraub estava furiós, perquè havia pagat molts diners per obtenir el permís del patrimoni i aquí estava Granada dient: "Gràcies, però ho farem". Així que Weintraub els va portar als jutjats. Va tenir un cas molt bo, pel que sembla, però finalment hi va haver un acord extrajudicial per una suma extraordinària de diners, una cosa així com dos milions de lliures, que va ser suficient perquè Weintraub cobrís els seus costos tant a Sign of Four com a The Hound of the Baskerville, i obtenir beneficis, també. I així va tancar el projecte. | » |

Denholm Elliott va interpretar el Dr. Mortimer després d'haver interpretat anteriorment a Stapleton en la versió de paròdia còmica de The Hound of the Baskervilles protagonitzada per Dudley Moore i Peter Cook. També va aparèixer amb la seva coprotagonista de "Hound", Connie Booth, a la paròdia The Strange Case of the End of Civilization as We Know It, qui apareixeria més tard a The Return of Sherlock Holmes (1987).

## Diferències respecte a la novel·la
- El pròleg de la història que relata la llegenda de Baskerville difereix de la novel·la amb la inclusió d'una escena on Lord Baskerville viola la noia fugitiva després d'atrapar-la, la qual sobreviu quan Baskerville és fatalment mutilat pel gos.[1]
- Un franctirador intenta disparar contra Sir Henry, fet que no es produeix a la novel·la original.[1]
- A l'inspector Lestrade se li assigna la tasca d'arrestar Seldon. A diferència de les versions anteriors de la història, es revela que és el policia que va arrestar Seldon.[1]
- El personatge interpretat per Brian Blessed, Geoffrey Lyons, no apareix mai a la novel·la.[3] A la versió cinematogràfica, Lyons es presenta com un sospitós imponent que en un moment és empresonat falsament per estrangular la seva dona.[3] La solució del cas per part de Holmes finalment l'allibera.[3]
- El Geoffrey Lyons de la pel·lícula fa la gesta de doblegar un atiador com a tàctica d'intimidació que va ser interpretada originalment pel Dr. Grimesby Roylott a "The Adventure of the Speckled Band".[1]
- Laura Lyons mor a la pel·lícula, estrangulada per l'assassí per protegir la seva identitat, però no mor a la novel·la.[1]
- La desaparició de Stapleton als aiguamolls s'inclou com a part del clímax de la pel·lícula. Fa una emboscada a Holmes, Watson i Beryl fora del cau del Gos, però és perseguit per Holmes fins al marjal; s'ensopega amb el fang i s'enfonsa fins a la seva mort, malgrat els intents de Holmes de salvar-lo.[1] La novel·la no representa la desaparició de Stapleton; simplement desapareix als aiguamolls i se suposa que s'ha ofegat al fang.

## Recepció
Cinema Retro va anomenar la pel·lícula "una peça d'entreteniment... amb uns valors de producció exuberants que desmenteixen completament els orígens de telefilm." Matthew Bunson a The Enclyclopedia Sherlockiana va considerar que la interpretació que Richardson va fer de Holmes era "una mica massa amable".